# El mulato Taguada contra don Javier de la Rosa
El mulato Taguada contra don Javier de la Rosa fue un épico contrapunto o duelo de payas o payadas, es decir de poesías improvisadas cantadas en cuartetas, que aconteció en San Vicente de Tagua Tagua, Chile, en 1830. Este encuentro, o "encuentramiento", como se le ha llamado, duró ochenta horas según la tradición y se puso por escrito la mayor parte de las estrofas cantadas. La relevancia de este duelo estaba en la diferencia social y étnica de ambos contendientes donde el Mulato Taguada, de nombre y fecha de nacimiento desconocida, representó a los oprimidos y el latifundista Javier de la Rosa al grupo dominante de la naciente república.

## Descripción
Se enfrentaban el mulato Taguada, maulino, apodado «El Invencible», hombre popular que vivía de su arte, y Javier de la Rosa, caballero latifundista de Copequén, as del guitarrón chileno, filósofo y astrónomo y cantor jamás aventajado. 
Representa uno de los enfrentamientos más clásicos entre las clases sociales agrícolas en el campo chileno: La figura del «patrón» contra la del «peón»: Javier de la Rosa, acomodado cantor, y Tahuada (o Taguada), quien va convirtiéndose en la personificación del pueblo oprimido e ignorante de “cosas de universidad”, respectivamente.
Los payadores son la gloria del folclore americano. Sus torneos en verso, con pies forzados (frases que obligadamente debe el improvisador incluir en su poesía) y con respuestas instantáneas, son duelos caballerescos en donde se busca la más alta expresión del ingenio y la viveza populares. En general, un duelo termina en pocas horas, a menos que los contrincantes tengan mucho ingenio. 
La tradición recuerda este desafío sin paralelo en el que dos hombres estuvieron ochenta horas tratando de vencerse, hasta que uno de ellos no fue capaz de seguir y, apabullado por la amargura y la vergüenza, tomó el camino de la muerte. Según Antonio Acevedo Hernández, y lo confirman los versos, ocurrió en San Vicente de Tagua-Tagua hacia 1830. Apenas la gente se enteró del encuentro de los duelistas, corrió la voz  y una muchedumbre dejó sus labores para ir a ver el espectáculo.

## El duelo
El protocolo del duelo exigía un saludo o una presentación propia y reconocimiento a su oponente. Inició Javier de la Rosa:

-¿Quién es ese payador
que paya tan a lo obscuro?
Tráiganmelo para acá
y lo pondré en lugar seguro.

Antes de que un segundo hubiera transcurrido, Taguada respondía:

-Y ese paya'or, ¿quién es,
que paya tan desde lejos?
Si se allega para acá
le plantaré el aparejo.

Luego del saludo, Taguada ya plantea lo épico e importante del encuentro:

-¿Mi don Javier de la Rosa, tiempo que lo ando buscando; al cabo lo vine a hallar, en dicha villa cantando.

En seguida comenzó una serie de preguntas de Taguada que De la Rosa respondía ágilmente usando sus conocimientos o su ingenio. A una de las preguntas de Taguada sobre si sabía cuánto pesaba el mar, De la Rosa respondió:

Habís de saber, Taguada, yo te voy a contestar: dame luego la romana, y quien lo vaya a pesar.

Sin embargo, también aprovechaba de humillar a Taguada:

[...] en darte contestación: es tu padre que está preso, en la ciudad de Concepción.

O cuando Taguada le preguntó de qué estaba hecho el papel:

Habís de saber, Taguada, la contesta va de prisa: lo hacen de trapos muy viejos, iguales a tu camisa.

Después de  sortear muchas preguntas, tocó el turno de preguntar a De la Rosa; mostrando ahora Taguada su ingenio ante sus pocos conocimientos. Una pregunta que fue registrada era sobre porqué los gallos pican el sartén, ante lo que Taguada respondió:

Mi don Javier de la Rosa, si necesita saberlo, el gallo al sartén lo pica, porque no puede lamerlo.

Tras una ronda de varias preguntas donde Taguada resultaba imbatible, De la Rosa cambió de táctica y apeló a las matemáticas, preguntando:

[...], tengo cien pesos,
terneros voy a comprar,
pagándolos a tres pesos,
Taguada, cuántos serán?

La respuesta inmediata de Taguada le hace ver su error:

Mi don Javier de la Rosa,
le contesto sin tropiezo:
treinta y tres terneros paga,
y queda sobrando un peso.

En momentos el duelo sube de intensidad y ambos contrincantes se amenazan de muerte. Surgen ofensas gratuitas a las madres y la poesía se hace ofensiva. Los grupos de admiradores de ambos rivales se amenazan, sin embargo el duelo continuaría por varias horas más. Al ver que Taguada contesta por ingenio y no da las respuestas a las preguntas religiosas, De la Rosa encuentra su punto débil  y atacará por ahí:

Taguada, yo te pregunto, quiero que me contestís vos: Dios hizo los mandamientos, ¿a qué profeta los dio?

La pregunta era directa e implicaba que debía estar el nombre de Moisés en la respuesta, pero Taguada no la sabía. Admitiendo su derrota, esperaba terminar con honor el pleito:

Callaremos la guitarra, y quedaremos amigos. Caballeros, caballeros, ténganlo por entendido, y recojan las apuestas, que el mulato está vencido.

Sin embargo, De la Rosa sigue haciendo otras preguntas similares humillando a Taguada que callaba.
La tradición exigía que el payador vencido entregaba su sombrero al vencedor quien lo tijereteaba entre risas de vencedores y vencidos, pero ahora nadie reía ante el drama en que se transformó el encuentro.
Javier de la Rosa le cortó el sombrero al Mulato Taguada con una tijera y este partió con su amada, triste, hacia la muerte. Según una tradición se moriría de pena esa misma noche junto a un río con su sombrero en las manos.
Según otra leyenda, se habría ahorcado con las cuerdas de su guitarra.

## Ver
- Historia de San Vicente de Tagua Tagua
- Payada